# Hiroaki Tóno
Hiroaki Tóno (japonsky: 東野 弘昭, Tōno Hiroaki, narozen 22. července 1939) je profesionální hráč go.

## Biografie
Tóno se stal profesionálním hráčem v roce 1951. Roku 1970 získal 9. dan. Je členem Kansai Ki-inu.

## Tituly
| Titul                     | Rok        |
| ------------------------- | ---------- |
| Počet                     | 1          |
| NHK Cup                   | 1979       |
| Zrušený                   | 2          |
| Kansai Ki-in Championship | 1987, 1989 |
| Hayago Meijin             | 1975       |

| Titul   | Rok ztráty |
| ------- | ---------- |
| Počet   | 1          |
| NHK Cup | 1999       |